# Pereskiopsis blakeana
Pereskiopsis blakeana är en kaktusväxtart som beskrevs av J.G. Ortega. Pereskiopsis blakeana ingår i släktet Pereskiopsis och familjen kaktusväxter. Inga underarter finns listade i Catalogue of Life.